# Copa Norte de Rugby XV de 2012
A Copa Norte de Rugby XV de 2012 foi a primeira edição do primeiro campeonato da Região Norte do Brasil. Reuniu três equipes do Amazonas - o GRUA, Guerreiros Korubos e Parintins Rugby - e uma de Rondônia, o Porto Velho Rugby. O campeão invicto do torneio, o GRUA, se classificou automaticamente para o segundo maior campeonato de rugby do país, a Copa do Brasil deste ano. Essa é a primeira vez que uma equipe da região Norte se participa da Copa do Brasil. O torneio foi disputado no campus da Universidade Federal do Amazonas (UFAM), em Manaus.

## Participantes
| Amazonas | Grupo de Rugby da Universidade do Amazonas (GRUA) | Manaus, Amazonas      |
| Amazonas | Parintins Rugby                                   | Manaus, Amazonas      |
| Amazonas | Associação Guerreiros Korubos                     | Manaus, Amazonas      |
| Rondônia | Porto Velho Rugby                                 | Porto Velho, Rondônia |

## Jogos

### 1º Rodada
| 8 de Junho |        |             |                             |
| GRUA       | 22 - 0 | Porto Velho | Campus da UFAM, Manaus (AM) |
|            |        |             | Campus da UFAM, Manaus (AM) |

| 8 de Junho |       |                   |                             |
| Parintins  | 0 - 0 | Guerreiros Korubo | Campus da UFAM, Manaus (AM) |
|            |       |                   | Campus da UFAM, Manaus (AM) |

### 2º Rodada
| 8 de Junho |        |                   |                             |
| GRUA       | 40 - 0 | Guerreiros Korubo | Campus da UFAM, Manaus (AM) |
|            |        |                   | Campus da UFAM, Manaus (AM) |

| 8 de Junho  |        |           |                             |
| Porto Velho | 18 - 0 | Parintins | Campus da UFAM, Manaus (AM) |
|             |        |           | Campus da UFAM, Manaus (AM) |

### 3º Rodada
| 9 de Junho |        |           |                             |
| GRUA       | 42 - 0 | Parintins | Campus da UFAM, Manaus (AM) |
|            |        |           | Campus da UFAM, Manaus (AM) |

| 9 de Junho  |       |                   |                             |
| Porto Velho | 3 - 0 | Guerreiros Korubo | Campus da UFAM, Manaus (AM) |
|             |       |                   | Campus da UFAM, Manaus (AM) |

### Decisão do 3º lugar
| 10 de Junho |        |                   |                             |
| Parintins   | 0 - 24 | Guerreiros Korubo | Campus da UFAM, Manaus (AM) |
|             |        |                   | Campus da UFAM, Manaus (AM) |

### Final
| 10 de Junho |        |             |                             |
| GRUA        | 62 - 0 | Porto Velho | Campus da UFAM, Manaus (AM) |
|             |        |             | Campus da UFAM, Manaus (AM) |